# Fudbalski Klub Berane
El Fudbalski Klub Berane es un club de fútbol de la ciudad de Berane, en el norte de Montenegro. En la actualidad milita en la Segunda División de Montenegro tras finalizar último de la Primera División de Montenegro en la temporada 2014/15.

## Historia
El club fue fundado en el año 1920 y se ha convertido con el paso del tiempo en un club importante de la zona norte del paós, disputó varias temporadas en categorías profesionales de la República Federal Socialista de Yugoslavia y de Serbia y Montenegro antes de la independencia de Montenegro.
Tras la independencia se creó en el país un nuevo sistema de liga y el equipo quedó encuadrado en la Primera División de Montenegro en la que se mantuvo nada más que una temporada descendiendo al final de la misma. Tras pasar una temporada en Segunda División, el equipo logra el ascenso nuevamente en la temporada 2007/08 pero al igual que en su anterior participación no consigue salvar la categoría en dicha temporada.
El club pasaría después un par de temporadas en Segunda División y en la temporada 2010/11 logra el ascenso disputando así la temporada 2011/12 en la máxima categoría por tercera vez en su historia. En dicha temporada el club arrancaría la liga de una forma pésima perdiendo los cuatro primeros partidos lo que lo llevaría directo a la última posición pero en el quinto partido consigue su primera victoria frente al Fudbalski Klub Zeta y abandona así no solo la posición de descenso directo sino también las de play-off por primera vez en varios años.

## Estadio
El club disputa sus partidos como local en el Gradski Stadion de la localidad de Berane que tiene una capacidad para unos 11.000 espectadores por lo que se sitúa como el segundo mayor estadio del país. La superficie de juego del estadio es de césped natural y sus dimensiones son de 105x70 metros. El estadio fue inaugurado en 1975 y cuenta con pista de athletismo.

## Uniforme
El primer uniforme del equipo, con el que juega siempre que le es posible, es casi completamente azul mientras que el alternativo es casi completamente blanco, coincidiendo que son iguales pero a la inversa, la parte azul es blanca en la segunda equipación y la blanca es de color azul. Estos colores son de los más utilizados por los equipos de Montenegro, sobre todo el blanco como segunda equipación.
- Uniforme titular: Camiseta azul, pantalón azul y medias blancas .
- Uniforme alternativo: Camiseta blanca, pantalón blanco y medias blancas.

## Entrenadores
El equipo no ha contado con un elevado número de técnicos en los últimos años pese a los continuos saltos que este pegaba. El actual técnico que tratará de mantener al equipo al menos otra temporada en la Primera División de Montenegro es Slobodan Đukić quien se ha mantenido en el cargo desde la temporada 2006/07 en la que se creó el campeonato.